# Жиденко Ігор Анатолійович
Жиде́нко І́гор Анато́лійович — учасник Афганської війни 1979–1989 років. Проживає в місті Київ.

## Короткий життєпис
Обидва діди загинули на фронтах нацистсько-радянської війни, батьки працювали на виробництві.
У збройних силах з 1978 року, починав курсантом у Красноярському вищому командному училищі радіоелектроніки. В 1982–1984 роках — заступник командира радіолокаційної роти на Далекому Сході. Після того — заступник командира у радіотехнічній роті ППО біля міста Шинданд в Афганістані. За 2 роки його підрозділ втратив трьох солдатів. Після Афганістану — заступник командира роти з технічної частини, Група радянських військ у Німеччині. Став командиром роти АСУ у Дрездені, згодом «дали» окрему роту, Фрайбурн. Його рота була два роки поспіль найкращою у ГРВН.
Одружився, переїхали до Києва, поступив до Академії ППО Сухопутних військ, закінчив 1992 року. Командував радіотехнічним батальйоном у місті Стрий. Після того працює у Головному управлінні розвідки МО України.

## Нагороди
- орден «За заслуги» III ступеня (13.2.2015)